# Djibril Sow
Djibril Sow, född 6 februari 1997 i Zürich, är en schweizisk fotbollsspelare som spelar för Sevilla. Han representerar även det schweiziska landslaget.

## Karriär
I juni 2019 värvades Sow av Eintracht Frankfurt, där han skrev på ett femårskontrakt.
Den 4 augusti 2023 värvades Sow av Sevilla på ett femårskontrakt.